# Dilophodes sinica
Dilophodes sinica är en fjärilsart som beskrevs av Eugen Wehrli 1939. Dilophodes sinica ingår i släktet Dilophodes och familjen mätare. Inga underarter finns listade i Catalogue of Life.